# Мено (озеро)
Ме́но (бел. Ме́на) — озеро в Ушачском районе Витебской области Белоруссии. Относится к бассейну реки Крошенка, протекающей через озеро.

## Физико-географическая характеристика
Озеро Мено располагается в 7 км к северо-востоку от городского посёлка Ушачи, рядом с деревней Федорёнки. Высота водного зеркала над уровнем моря — 131,4 м.
Площадь поверхности озера составляет 0,38 км², длина — 1,06 км, наибольшая ширина — 0,58 км. Длина береговой линии — 2,88 км. Наибольшая глубина — 1,9 м, средняя — 1,1 м. Объём воды в озере — 0,43 млн м³. Площадь водосбора — 132 км².
Котловина остаточного типа, вытянутая с юго-запада на северо-восток. Склоны невыраженные (на северо-западе и юго-востоке высотой от 2 до 5 м), пологие, суглинистые, поросшие лесом, на востоке и юге распаханные. Озеро окружает заболоченная пойма шириной до 300 м, поросшая кустарником. Береговая линия относительно ровная. Берега низкие, песчаные, поросшие кустарником, местами заболоченные. Вдоль берегов формируются сплавины.
Мелководье обширное, торфянисто-песчаное. Дно плоское, выстеленное тонкодетритовым кремнезёмистым сапропелем мощностью до 10 м.

## Гидробиология
Минерализация воды достигает 290 мг/л, прозрачность — 0,4 м. Озеро эвтрофное, слабопроточное. Через водоём протекает река Крошенка, выше по течению которой расположено озеро Ореховно. С востока впадает ручей.
Озеро полностью зарастает тростником, камышом, кувшинками, элодеей, телорезом и другими растениями. По берегам произрастают осока и рогоз.
В воде обитают линь, карась, щука, окунь, плотва, краснопёрка, лещ и другие виды рыб.